# Frontières du Wisconsin
L'État du Wisconsin, dans le Midwest des États-Unis, possède quatre frontières intérieures avec d'autres états américains et aucune frontière internationale. Ses deux frontières occidentales sont principalement délimitées par le Mississippi, sa frontière orientale par le lac Michigan et une partie de sa frontière septentrionale par le lac Supérieur. 
Dans le sens des aiguilles d'une montre, ses frontières sont : 
- à nord-est et à l'est, frontière avec le Michigan
- au sud, frontière avec l'Illinois
- au sud-ouest , frontière avec l'Iowa
- à l'ouest et au nord-ouest, frontière avec le Minnesota